# ايمانويل نونيز
ايمانويل نونيز (بالبرتغالية: Emmanuel Nunes‏) هو ملحن برتغالي، ولد في 31 أغسطس 1941 في لشبونة في البرتغال، وتوفي في 2 سبتمبر 2012 في باريس في فرنسا.

## وصلات خارجية
- ايمانويل نونيز على موقع IMDb (الإنجليزية)
- ايمانويل نونيز على موقع ميوزك برينز (الإنجليزية)
- ايمانويل نونيز على موقع أول ميوزيك (الإنجليزية)
- ايمانويل نونيز على موقع أول ميوزيك (الإنجليزية)
- ايمانويل نونيز على موقع ديسكوغز (الإنجليزية)